# شبیه‌سازی گردابه‌های بزرگ

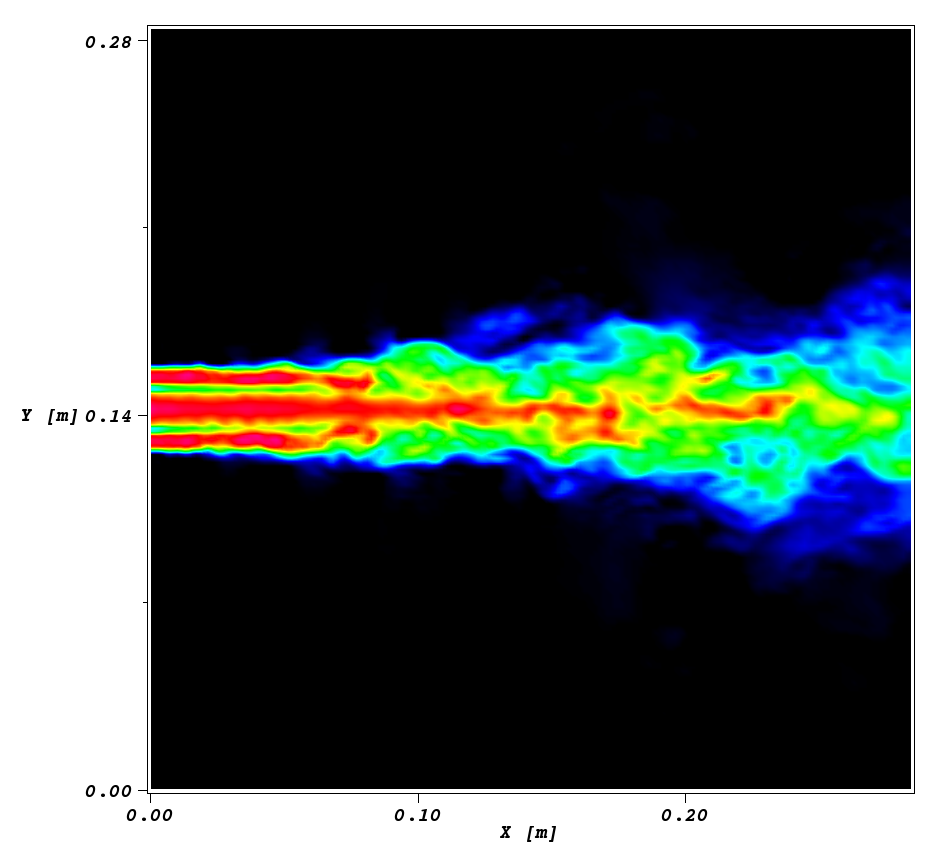
شبیه‌سازی گردابی بزرگ میدان سرعت گاز متلاطم

شبیه‌سازی گردابه‌های بزرگ (به انگلیسی: (Large Eddy Simulation (LES) یک روش شبیه‌سازی در دینامیک سیالات محاسباتی است. در این روش معادلات ناویه-استوکس برای مقیاس‌های بزرگ که حاوی انرژی هستند حل می‌شوند و اثر مقیاس‌های کوچک بر مقیاس‌های بزرگ مدل‌سازی می‌شود.از نظر هزینه این روش بین روش شبیه‌سازی عددی مستقیم و شبیه‌سازی به روش میانگین‌گیری رینولدز معادلات ناویر- استوکس قرار دارد. از آن جایی که در این روش مقیاس‌های بزرگ جریان که به‌طور مستقیم حل می‌شوند این روش بسیار دقیق تر از روش  شبیه‌سازی به روش میانگین‌گیری رینولدز معادلات ناویر- استوکس است.